# 20.30.40の恋
『20.30.40の恋』（原題: 20 30 40）は、2004年に製作された香港・台湾・日本合作映画。日本では劇場未公開。2004年の第54回ベルリン国際映画祭のコンペティション部門に出品されている。

## キャスト
| 役名                 | 俳優               | 日本語吹替 |
| -------------------- | ------------------ | ---------- |
| 莉莉（リリー）       | シルヴィア・チャン | 小山茉美   |
| 想想（シアンシアン） | レネ・リウ         | 斎藤恵理   |
| 小潔（シャオジエ）   | アンジェリカ・リー | 堀江由衣   |
| トンイー             | ケイト・ヤン       |            |
| ジェリー             | レオン・カーフェイ | 中博史     |
| ウォン               | リッチー・レン     |            |
| ロックミュージシャン | チェン・ボーリン   |            |
|                      | アンソニー・ウォン |            |